# Élections législatives de 2002 dans la 13e circonscription du Nord
Les élections législatives françaises de 2002 dans la treizième circonscription du Nord se déroulent les 9 et 16 juin 2002.

## Circonscription
Par la loi no 86-1197 du 24 novembre 1986
, et regroupait les divisions administratives suivantes : canton de Coudekerque-Branche, canton de Dunkerque-Est (moins les communes de Bray-Dunes et Zuydcoote) et canton de Dunkerque-Ouest (partie non comprise dans la Douzième circonscription du Nord).

## Contexte
Franck Dhersin (UMP) se représente pour un second mandat, face à lui le retour de Michel Delebarre (PS), deux candidats pour l'extrême droite Françoise Coolzaert (FN) et Philippe Eymery (MNR), Philippe Roussel (Les Verts) et deux autres écologistes Charles Lemaire et Nicole Groffier, Roland Fourmentel adjoint au maire de Dunkerque (PCF), Jean-Louis Sassy (CPNT), 3 candidats d'extrême gauche Jacques Volant (LO), Marcel Fossaert (LCR) et Evelyne Oddoux, deux candidats Divers Christophe Lefebvre et Yves Diane et Claude Nicolet pour le Pôle républicain.

## Résultats[3]
- Député sortant : Franck Dhersin (UMP)

| Candidat         | Candidat            | Parti            | Premier tour | Premier tour | Second tour | Second tour |
| Candidat         | Candidat            | Parti            | Voix         | %            | Voix        | %           |
| ---------------- | ------------------- | ---------------- | ------------ | ------------ | ----------- | ----------- |
|                  | Franck Dhersin*     | UMP              | 14 393       | 35,25        | 18 562      | 48,39       |
|                  | Michel Delebarre    | PS               | 15 522       | 38,02        | 19 797      | 51,61       |
|                  | Françoise Coolzaet  | FN               | 3 983        | 9,76         |             |             |
|                  | Philippe Eymery     | MNR              | 2 336        | 5,72         |             |             |
|                  | Philippe Roussel    | Les Verts        | 884          | 2,17         |             |             |
|                  | Roland Fourmentel   | PCF              | 668          | 1,64         |             |             |
|                  | Jean-Louis Sassy    | CPNT             | 630          | 1,54         |             |             |
|                  | Jacques Volant      | LO               | 572          | 1,40         |             |             |
|                  | Christophe Lefebvre | Divers           | 449          | 1,10         |             |             |
|                  | Marcel Fossaert     | LCR              | 411          | 1,01         |             |             |
|                  | Claude Nicolet      | Pôle républicain | 366          | 0,90         |             |             |
|                  | Evelyne Oddoux      | Extrême gauche   | 180          | 0,44         |             |             |
|                  | Yves Diaine         | Divers           | 175          | 0,43         |             |             |
|                  | Charles Lemaire     | Ecologiste       | 142          | 0,35         |             |             |
|                  | Nicole Groffier     | Ecologiste       | 117          | 0,29         |             |             |
|                  |                     |                  |              |              |             |             |
| Inscrits         | Inscrits            | Inscrits         | 64 968       | 100,00       | 64 969      | 100,00      |
| Abstentions      | Abstentions         | Abstentions      | 23 327       | 35,91        | 24 102      | 37,10       |
| Votants          | Votants             | Votants          | 41 641       | 64,09        | 40 867      | 62,90       |
| Blancs et nuls   | Blancs et nuls      | Blancs et nuls   | 813          | 1,95         | 2 508       | 6,14        |
| Exprimés         | Exprimés            | Exprimés         | 40 828       | 98,05        | 38 359      | 93,86       |
| * député sortant |                     |                  |              |              |             |             |